# Fuerzas de Defensa de Ohio
Las Fuerzas de Defensa del Ohio (Ohio Defense Force en inglés) es una milicia privada fundada en el estado de Ohio. La Fuerza de Defensa del Ohio no tiene relación alguna con alguna rama del Ejército de los Estados Unidos El grupo es organizado por civiles, militares y policías retirados.

## Historia
La Fuerza de Defensa del Ohio, originalmente fueron nombradas como Southeastern Ohio Defense Force (o Fuerzas de Defensa del Suroeste de Ohio), fue fundado en el año de 1989 como una organización comunitaria. En 2004, la organización decidió expandir su actividad a todo el estado y fue rebautizado la Fuerza de Defensa del Ohio.
La Fuerza de Defensa del Ohio ha proporcionado asistencia en situaciones de emergencia al departamento de Sheriff del condado de Columbiana en deberes como dirigir tráfico, para dejar los diputados atienden a otros deberes.

## Misión
Los deberes de la Fuerza de Defensa del Ohio son:
- Para ayudar a autoridades locales y Estatales, sus agencias de aplicación de la ley en situaciones de emergencia;
- Para asistir en la protección de ciudadanos locales en emergencias;
- Para organizar y entrenar civiles, así como proporcionar tal asistencia en contingencia
- Para hacer tales otros actos lícitos  contemplados por las Leyes de No Beneficio del Estado de Ohio.

## Organización
La Fuerza de Defensa del Ohio está organizado en cuatro batallones, y mantiene un Cuerpo de Señales, encargado de proveer comunicaciones y una unidad de seguridad sujetaron a su sede. El ODF clama tener 300 miembros activos alrededor del estado.
| Battalion     | Location         |
| ------------- | ---------------- |
| 1er Batallón  | Sureste de Ohio  |
| 3rd Battalion | Noreste deOhio   |
| 4th Battalion | Noroeste deOhio  |
| 5th Battalion | Suroeste de Ohio |

## Equipamiento
Las Fuerzas de Defensa de Ohio usualmente usan uniformes militares camuflados con un sombrero boonie estilo bosque, junto con botas de combate negras como uniforme. Los miembros deben poseer un rifle con diseño militar, seis cargadores y mantener un botiquín de supervivencia con ropa, agua y suministros de primeros auxilios adecuados para el clima.
La compañía Ohio Defense Force (Recon) D, la compañía de fuerzas especiales de ODF, usa el uniforme de batalla con un sombrero boonie estilo "tigre asiático". El entrenamiento especializado en reconocimiento incluye reconocimiento, explorador / francotirador, seguimiento de combate y armas pequeñas.